# フサゴケ
フサゴケ（Rhytidiadelphus squarrosus、英名：springy turf-moss）は、ハイゴケ目に分類される蘚類の1種である。ユーラシア大陸や北アメリカに広く分布し、南半球にも人為的に導入されている。さまざまな環境に対する耐性をもち、芝生やゴルフ場などといった人の手がはいった区域でも普通に見られる。同属の R. subpinnatus と非常に類似し、たびたび混同される。

## 名称
属名の Rhytidiadelphus は Rhytidium （フトゴケ属）と、ギリシャ語の αδελφός (adelfós, 兄弟の意味) という単語に由来しており、フトゴケ属に近縁であることを示している。 種小名の squarrosus は、squarrose（ざらざらした、広がった苞葉を持つ）という単語に由来しており、葉が茎に直角に折れ曲がってつくという特徴を表している。

## 特徴
フサゴケは茎を分枝してマット上に群落を拡大し、茎の長さは最大15cmにもなる。葉は長さ2-2.5mmで、後方に直角に折れまがるため、茎の外側に拡がっているように見える。茎葉の形は狭三角形で、葉の基部は広く、葉身の1/4-1/5ほどの2本の短い中肋がある。枝葉は小型で卵形、中肋は2本でやや長く葉身の1/2-1/3。胞子体を形成することは稀で、主に無性生殖によって繁殖している。染色体数はn=10。

## 分布
フサゴケは北半球の極付近に分布しており、ユーラシア大陸の大部分と北アメリカの一部（ブリティッシュコロンビア州、アラスカ州、ワシントン州、オレゴン州、ニューファンドランド島、グリーンランド）で分布が確認されている。日本でも北海道や本州に分布している。
また、本種は北アメリカの北東部でも移入種として確認されており、タスマニアやニュージーランドでは侵略的外来種として扱われている。1974年には、タスマニアの西部でフサゴケが採集され、これが南半球初の標本として記録されており、その翌年には、ニュージーランド南島のダニーデンにあるゴルフ場から発見されたことが報告された。

## 生態

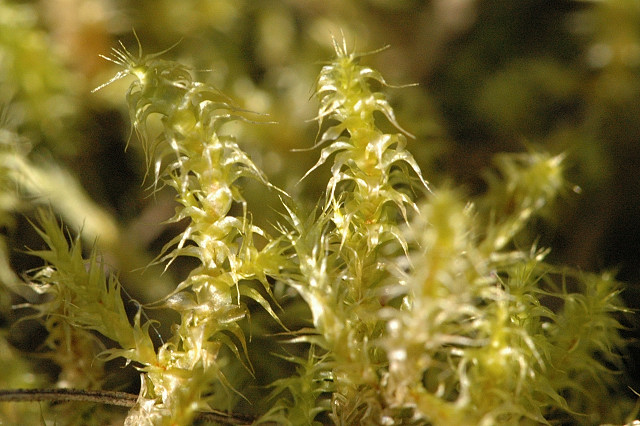
フサゴケの茎（ベルギー・アルデンヌ）

フサゴケはさまざまな土壌条件に耐性を持っており、石灰性草原から酸性土壌であるヒースまで、広い範囲に生育することが出来る。とりわけ放牧草地や刈りこまれたゴルフ場のフェアウェイで旺盛に生育しており、イギリスでは芝生でも極めて普通に見られる。人間活動が及んでいる所で見つかることがほとんどで、元々の生育地がどのようなところであるのかは明らかとなっていないが、沿岸部の草地に生える植物として進化してきたものと考えられている。

## 分類
フサゴケの学名は Rhytidiadelphus squarrosus であるが、1801年にヨハン・ヘドヴィヒの Species Muscorum によって、種として初めて記載された時の学名は Hypnum squarrosum (ハイゴケ属) であった。ちなみにこの Species Muscorum は、多くの蘚類を植物命名規約に則って記載した最初期の書籍の一つである。
フサゴケと R. subpinnatus は、特にアメリカ合衆国の研究者の間では、同一種の変種関係にあるものとして扱われることもあるが、マイクロサテライト（DNAの一部の繰り返し配列）を用いた研究では、両種は別種に区別されるとしている。しかしこの2種はよく混同されており、フサゴケについての報告文で R. subpinnatusについて述べられていることもある。実際、別種とされている R. subpinnatus とコフサゴケ（R. japonicus）は、もともとはフサゴケの種内分類群として記載されていた。
オオフサゴケ R. triquetrus や R. loreus とは異なり、フサゴケ、コフサゴケ、R. subpinnatus の3種の葉には、ひだがない。フサゴケは葉の先端に長く伸びる部分がある点でコフサゴケと異なっており、また葉がより近接して茎につく点で R. subpinnatus と異なっている。フサゴケの茎は葉の基部でほぼ完全に覆われているが、R. subpinnatus では茎の一部が露出している。